# Aeroporto di Aguadilla-Borinquen
L'aeroporto di Aguadilla-Borinquen, conosciuto anche come aeroporto Rafael Hernández o più semplicemente aeroporto di Aguadilla, è un aeroporto situato a Borinquen, circoscrizione del comune di Aguadilla, in Porto Rico, nella zona di Porta del Sol. È stato dedicato al compositore portoricano Rafael Hernández Marín ed è ciò che rimane della Base dell'Aeronautica Militare Statunitense, la Ramey Air Force Base, realizzata nel 1939 come Borinquen Army Air Field e chiusa nel 1971. È il secondo aeroporto internazionale di Puerto Rico in termini di movimento di passeggeri. Si trova nella regione turistica Porta del Sol, sulla costa occidentale dell'isola.